# The Beggar Prince
The Beggar Prince è un film muto del 1920 diretto da William Worthington.

## Produzione
Il film fu prodotto dalla Haworth Pictures Corporation.

## Distribuzione
Distribuito dalla Robertson-Cole Distributing Corporation, il film uscì nelle sale cinematografiche statunitensi il 25 gennaio 1920.